# (16182) 2000 AH137
A (16182) 2000 AH137 a Naprendszer kisbolygóövében található aszteroida. A LINEAR projekt keretében fedezték fel 2000. január 4-én.